# Acronicta centrifasciata
Acronicta centrifasciata là một loài bướm đêm trong họ Noctuidae.